# Вуянич, Саша
Са́ша Вуя́нич (серб. Саша Вујанић / Saša Vujanić; 23 января 1979, Сремска-Митровица) — сербский югославский гребец-байдарочник, выступал за сборные Югославии, Сербии и Черногории в конце 1990-х — начале 2000-х годов. Участник летних Олимпийских игр в Сиднее, многократный победитель и призёр регат национального значения. Ныне проживает в Австралии.

## Биография
Саша Вуянич родился 23 января 1979 года в городе Сремска-Митровица автономного края Воеводина, Югославия. Активно заниматься греблей начал с раннего детства, проходил подготовку в местном спортивном клубе, неоднократно становился чемпионом на городских соревнованиях по гребле на байдарках и каноэ.
Первого серьёзного успеха на взрослом международном уровне добился в сезоне 2000 года, когда попал в основной состав сербско-черногорской национальной сборной и благодаря череде удачных выступлений удостоился права защищать честь страны на летних Олимпийских играх в Сиднее. Стартовал здесь в зачёте четырёхместных байдарок на дистанции 1000 метров совместно с партнёрами по команде Драганом Зоричем, Игором Ковачичем и Йожефом Шоти — они с шестого места квалифицировались на предварительном этапе, затем на стадии полуфиналов показали третий результат и пробились тем самым в финал. В решающем финальном заезде, тем не менее, пришли к финишу последними девятыми, отстав от победившего экипажа из Венгрии более чем на семь секунд.
По окончании сиднейской Олимпиады Вуянич не стал возвращаться из Австралии в Югославию, где в то время шёл напряжённый военный конфликт. Он поселился в одном из районов Сиднея, работал учителем физкультуры в общеобразовательной школе, со временем получил вид на жительство и австралийское гражданство. Регулярно принимал участие в различных любительских и ветеранских соревнованиях по гребле, так, в 2011 году участвовал в чемпионате мира по гребле в открытом океане на Гавайях, преодолел дистанцию 51 км и занял в общем зачёте шестое место